# Ірен Стір
Ірен Стір (англ. Irene Steer, 10 серпня 1889 — 18 квітня 1977) — британська плавчиня.
Олімпійська чемпіонка 1912 року.